# Старые Петликовцы
Старые Петликовцы (укр. Старі Петликівці) — село в Бучачской городской общине Чортковского района Тернопольской области Украини.
До 2020 года входило в Бучачский район.
Код КОАТУУ — 6121287401. Население по переписи 2001 года составляло 1024 человека.

## Географическое положение
Село Старые Петликовцы находится на берегу реки Стрыпа,
выше по течению на расстоянии в 0,5 км расположено село Белявинцы,
ниже по течению на расстоянии в 2 км расположено село Переволока.
Через село проходит автомобильная дорога Т-2006.

## История
- 1467 год — первое упоминание о селе.

## Объекты социальной сферы
- Школа I—II ст.
- Дом культуры.
- Фельдшерско-акушерский пункт.

## Известные жители и уроженцы
- Иннокентий Лотоцкий (1915—2013) — грекокатоличеcкий епископ чикагский.